# 萨沃纳
萨沃纳（義大利語：Savona）位于意大利利古里亚大区热那亚湾畔，是萨沃纳省的首府。面积65.55 km² (25.3 sq mi)，人口约6.2万（2004年）。

## 历史
古代，这里是利古里亚人的居住地。西罗马帝国陷落后，经过东哥特王国与拜占庭帝国短暂的统治后，641年，该地被伦巴底人统治。
文藝復興以後，薩沃納為熱那亞共和國一部分。至1815年，又被落入薩丁尼亞王國之手，一直至十九世紀末意大利統一為止。

## 經濟
以港口經濟為主，是繼熱那亞後，利古里亞大區第二大港口。

## 交通

### 道路
- A10高速公路

## 著名人物
- 克里斯蒂安·帕努奇，足球运动员。
- 尤利乌斯二世
- 西克斯特四世